# Tetralia muta
Tetralia muta is een krabbensoort uit de familie Tetraliidae. De wetenschappelijke naam werd in 1758 gepubliceerd door Carl Linnaeus in de tiende editie van Systema naturae. 